# 1271
Portal Geschichte | Portal Biografien | Aktuelle Ereignisse | Jahreskalender | Tagesartikel

◄ |
12. Jahrhundert |
13. Jahrhundert
| 14. Jahrhundert | ►

◄ |
1240er |
1250er |
1260er |
1270er
| 1280er | 1290er | 1300er | ►

◄◄ |
◄ |
1267 |
1268 |
1269 |
1270 |
1271
| 1272 | 1273 | 1274 | 1275 | ► | ►►
Staatsoberhäupter  · Nekrolog
| Januar | Januar | Januar | Januar | Januar | Januar | Januar | Januar |
| Kw     | Mo     | Di     | Mi     | Do     | Fr     | Sa     | So     |
| ------ | ------ | ------ | ------ | ------ | ------ | ------ | ------ |
| 1      |        |        |        | 1      | 2      | 3      | 4      |
| 2      | 5      | 6      | 7      | 8      | 9      | 10     | 11     |
| 3      | 12     | 13     | 14     | 15     | 16     | 17     | 18     |
| 4      | 19     | 20     | 21     | 22     | 23     | 24     | 25     |
| 5      | 26     | 27     | 28     | 29     | 30     | 31     |        |

| Februar | Februar | Februar | Februar | Februar | Februar | Februar | Februar |
| Kw      | Mo      | Di      | Mi      | Do      | Fr      | Sa      | So      |
| ------- | ------- | ------- | ------- | ------- | ------- | ------- | ------- |
| 5       |         |         |         |         |         |         | 1       |
| 6       | 2       | 3       | 4       | 5       | 6       | 7       | 8       |
| 7       | 9       | 10      | 11      | 12      | 13      | 14      | 15      |
| 8       | 16      | 17      | 18      | 19      | 20      | 21      | 22      |
| 9       | 23      | 24      | 25      | 26      | 27      | 28      |         |

| März | März | März | März | März | März | März | März |
| Kw   | Mo   | Di   | Mi   | Do   | Fr   | Sa   | So   |
| ---- | ---- | ---- | ---- | ---- | ---- | ---- | ---- |
| 9    |      |      |      |      |      |      | 1    |
| 10   | 2    | 3    | 4    | 5    | 6    | 7    | 8    |
| 11   | 9    | 10   | 11   | 12   | 13   | 14   | 15   |
| 12   | 16   | 17   | 18   | 19   | 20   | 21   | 22   |
| 13   | 23   | 24   | 25   | 26   | 27   | 28   | 29   |
| 14   | 30   | 31   |      |      |      |      |      |

| April | April | April | April | April | April | April | April |
| Kw    | Mo    | Di    | Mi    | Do    | Fr    | Sa    | So    |
| ----- | ----- | ----- | ----- | ----- | ----- | ----- | ----- |
| 14    |       |       | 1     | 2     | 3     | 4     | 5     |
| 15    | 6     | 7     | 8     | 9     | 10    | 11    | 12    |
| 16    | 13    | 14    | 15    | 16    | 17    | 18    | 19    |
| 17    | 20    | 21    | 22    | 23    | 24    | 25    | 26    |
| 18    | 27    | 28    | 29    | 30    |       |       |       |

| Mai | Mai | Mai | Mai | Mai | Mai | Mai | Mai |
| Kw  | Mo  | Di  | Mi  | Do  | Fr  | Sa  | So  |
| --- | --- | --- | --- | --- | --- | --- | --- |
| 18  |     |     |     |     | 1   | 2   | 3   |
| 19  | 4   | 5   | 6   | 7   | 8   | 9   | 10  |
| 20  | 11  | 12  | 13  | 14  | 15  | 16  | 17  |
| 21  | 18  | 19  | 20  | 21  | 22  | 23  | 24  |
| 22  | 25  | 26  | 27  | 28  | 29  | 30  | 31  |

| Juni | Juni | Juni | Juni | Juni | Juni | Juni | Juni |
| Kw   | Mo   | Di   | Mi   | Do   | Fr   | Sa   | So   |
| ---- | ---- | ---- | ---- | ---- | ---- | ---- | ---- |
| 23   | 1    | 2    | 3    | 4    | 5    | 6    | 7    |
| 24   | 8    | 9    | 10   | 11   | 12   | 13   | 14   |
| 25   | 15   | 16   | 17   | 18   | 19   | 20   | 21   |
| 26   | 22   | 23   | 24   | 25   | 26   | 27   | 28   |
| 27   | 29   | 30   |      |      |      |      |      |

| Juli | Juli | Juli | Juli | Juli | Juli | Juli | Juli |
| Kw   | Mo   | Di   | Mi   | Do   | Fr   | Sa   | So   |
| ---- | ---- | ---- | ---- | ---- | ---- | ---- | ---- |
| 27   |      |      | 1    | 2    | 3    | 4    | 5    |
| 28   | 6    | 7    | 8    | 9    | 10   | 11   | 12   |
| 29   | 13   | 14   | 15   | 16   | 17   | 18   | 19   |
| 30   | 20   | 21   | 22   | 23   | 24   | 25   | 26   |
| 31   | 27   | 28   | 29   | 30   | 31   |      |      |

| August | August | August | August | August | August | August | August |
| Kw     | Mo     | Di     | Mi     | Do     | Fr     | Sa     | So     |
| ------ | ------ | ------ | ------ | ------ | ------ | ------ | ------ |
| 31     |        |        |        |        |        | 1      | 2      |
| 32     | 3      | 4      | 5      | 6      | 7      | 8      | 9      |
| 33     | 10     | 11     | 12     | 13     | 14     | 15     | 16     |
| 34     | 17     | 18     | 19     | 20     | 21     | 22     | 23     |
| 35     | 24     | 25     | 26     | 27     | 28     | 29     | 30     |
| 36     | 31     |        |        |        |        |        |        |

| September | September | September | September | September | September | September | September |
| Kw        | Mo        | Di        | Mi        | Do        | Fr        | Sa        | So        |
| --------- | --------- | --------- | --------- | --------- | --------- | --------- | --------- |
| 36        |           | 1         | 2         | 3         | 4         | 5         | 6         |
| 37        | 7         | 8         | 9         | 10        | 11        | 12        | 13        |
| 38        | 14        | 15        | 16        | 17        | 18        | 19        | 20        |
| 39        | 21        | 22        | 23        | 24        | 25        | 26        | 27        |
| 40        | 28        | 29        | 30        |           |           |           |           |

| Oktober | Oktober | Oktober | Oktober | Oktober | Oktober | Oktober | Oktober |
| Kw      | Mo      | Di      | Mi      | Do      | Fr      | Sa      | So      |
| ------- | ------- | ------- | ------- | ------- | ------- | ------- | ------- |
| 40      |         |         |         | 1       | 2       | 3       | 4       |
| 41      | 5       | 6       | 7       | 8       | 9       | 10      | 11      |
| 42      | 12      | 13      | 14      | 15      | 16      | 17      | 18      |
| 43      | 19      | 20      | 21      | 22      | 23      | 24      | 25      |
| 44      | 26      | 27      | 28      | 29      | 30      | 31      |         |

| November | November | November | November | November | November | November | November |
| Kw       | Mo       | Di       | Mi       | Do       | Fr       | Sa       | So       |
| -------- | -------- | -------- | -------- | -------- | -------- | -------- | -------- |
| 44       |          |          |          |          |          |          | 1        |
| 45       | 2        | 3        | 4        | 5        | 6        | 7        | 8        |
| 46       | 9        | 10       | 11       | 12       | 13       | 14       | 15       |
| 47       | 16       | 17       | 18       | 19       | 20       | 21       | 22       |
| 48       | 23       | 24       | 25       | 26       | 27       | 28       | 29       |
| 49       | 30       |          |          |          |          |          |          |

| Dezember | Dezember | Dezember | Dezember | Dezember | Dezember | Dezember | Dezember |
| Kw       | Mo       | Di       | Mi       | Do       | Fr       | Sa       | So       |
| -------- | -------- | -------- | -------- | -------- | -------- | -------- | -------- |
| 49       |          | 1        | 2        | 3        | 4        | 5        | 6        |
| 50       | 7        | 8        | 9        | 10       | 11       | 12       | 13       |
| 51       | 14       | 15       | 16       | 17       | 18       | 19       | 20       |
| 52       | 21       | 22       | 23       | 24       | 25       | 26       | 27       |
| 53       | 28       | 29       | 30       | 31       |          |          |          |

| Januar | Januar | Januar | Januar | Januar | Januar | Januar | Januar |
| Kw     | Mo     | Di     | Mi     | Do     | Fr     | Sa     | So     |
| ------ | ------ | ------ | ------ | ------ | ------ | ------ | ------ |
| 1      |        |        |        | 1      | 2      | 3      | 4      |
| 2      | 5      | 6      | 7      | 8      | 9      | 10     | 11     |
| 3      | 12     | 13     | 14     | 15     | 16     | 17     | 18     |
| 4      | 19     | 20     | 21     | 22     | 23     | 24     | 25     |
| 5      | 26     | 27     | 28     | 29     | 30     | 31     |        |

| Februar | Februar | Februar | Februar | Februar | Februar | Februar | Februar |
| Kw      | Mo      | Di      | Mi      | Do      | Fr      | Sa      | So      |
| ------- | ------- | ------- | ------- | ------- | ------- | ------- | ------- |
| 5       |         |         |         |         |         |         | 1       |
| 6       | 2       | 3       | 4       | 5       | 6       | 7       | 8       |
| 7       | 9       | 10      | 11      | 12      | 13      | 14      | 15      |
| 8       | 16      | 17      | 18      | 19      | 20      | 21      | 22      |
| 9       | 23      | 24      | 25      | 26      | 27      | 28      |         |

| März | März | März | März | März | März | März | März |
| Kw   | Mo   | Di   | Mi   | Do   | Fr   | Sa   | So   |
| ---- | ---- | ---- | ---- | ---- | ---- | ---- | ---- |
| 9    |      |      |      |      |      |      | 1    |
| 10   | 2    | 3    | 4    | 5    | 6    | 7    | 8    |
| 11   | 9    | 10   | 11   | 12   | 13   | 14   | 15   |
| 12   | 16   | 17   | 18   | 19   | 20   | 21   | 22   |
| 13   | 23   | 24   | 25   | 26   | 27   | 28   | 29   |
| 14   | 30   | 31   |      |      |      |      |      |

| April | April | April | April | April | April | April | April |
| Kw    | Mo    | Di    | Mi    | Do    | Fr    | Sa    | So    |
| ----- | ----- | ----- | ----- | ----- | ----- | ----- | ----- |
| 14    |       |       | 1     | 2     | 3     | 4     | 5     |
| 15    | 6     | 7     | 8     | 9     | 10    | 11    | 12    |
| 16    | 13    | 14    | 15    | 16    | 17    | 18    | 19    |
| 17    | 20    | 21    | 22    | 23    | 24    | 25    | 26    |
| 18    | 27    | 28    | 29    | 30    |       |       |       |

| Mai | Mai | Mai | Mai | Mai | Mai | Mai | Mai |
| Kw  | Mo  | Di  | Mi  | Do  | Fr  | Sa  | So  |
| --- | --- | --- | --- | --- | --- | --- | --- |
| 18  |     |     |     |     | 1   | 2   | 3   |
| 19  | 4   | 5   | 6   | 7   | 8   | 9   | 10  |
| 20  | 11  | 12  | 13  | 14  | 15  | 16  | 17  |
| 21  | 18  | 19  | 20  | 21  | 22  | 23  | 24  |
| 22  | 25  | 26  | 27  | 28  | 29  | 30  | 31  |

| Juni | Juni | Juni | Juni | Juni | Juni | Juni | Juni |
| Kw   | Mo   | Di   | Mi   | Do   | Fr   | Sa   | So   |
| ---- | ---- | ---- | ---- | ---- | ---- | ---- | ---- |
| 23   | 1    | 2    | 3    | 4    | 5    | 6    | 7    |
| 24   | 8    | 9    | 10   | 11   | 12   | 13   | 14   |
| 25   | 15   | 16   | 17   | 18   | 19   | 20   | 21   |
| 26   | 22   | 23   | 24   | 25   | 26   | 27   | 28   |
| 27   | 29   | 30   |      |      |      |      |      |

| Juli | Juli | Juli | Juli | Juli | Juli | Juli | Juli |
| Kw   | Mo   | Di   | Mi   | Do   | Fr   | Sa   | So   |
| ---- | ---- | ---- | ---- | ---- | ---- | ---- | ---- |
| 27   |      |      | 1    | 2    | 3    | 4    | 5    |
| 28   | 6    | 7    | 8    | 9    | 10   | 11   | 12   |
| 29   | 13   | 14   | 15   | 16   | 17   | 18   | 19   |
| 30   | 20   | 21   | 22   | 23   | 24   | 25   | 26   |
| 31   | 27   | 28   | 29   | 30   | 31   |      |      |

| August | August | August | August | August | August | August | August |
| Kw     | Mo     | Di     | Mi     | Do     | Fr     | Sa     | So     |
| ------ | ------ | ------ | ------ | ------ | ------ | ------ | ------ |
| 31     |        |        |        |        |        | 1      | 2      |
| 32     | 3      | 4      | 5      | 6      | 7      | 8      | 9      |
| 33     | 10     | 11     | 12     | 13     | 14     | 15     | 16     |
| 34     | 17     | 18     | 19     | 20     | 21     | 22     | 23     |
| 35     | 24     | 25     | 26     | 27     | 28     | 29     | 30     |
| 36     | 31     |        |        |        |        |        |        |

| September | September | September | September | September | September | September | September |
| Kw        | Mo        | Di        | Mi        | Do        | Fr        | Sa        | So        |
| --------- | --------- | --------- | --------- | --------- | --------- | --------- | --------- |
| 36        |           | 1         | 2         | 3         | 4         | 5         | 6         |
| 37        | 7         | 8         | 9         | 10        | 11        | 12        | 13        |
| 38        | 14        | 15        | 16        | 17        | 18        | 19        | 20        |
| 39        | 21        | 22        | 23        | 24        | 25        | 26        | 27        |
| 40        | 28        | 29        | 30        |           |           |           |           |

| Oktober | Oktober | Oktober | Oktober | Oktober | Oktober | Oktober | Oktober |
| Kw      | Mo      | Di      | Mi      | Do      | Fr      | Sa      | So      |
| ------- | ------- | ------- | ------- | ------- | ------- | ------- | ------- |
| 40      |         |         |         | 1       | 2       | 3       | 4       |
| 41      | 5       | 6       | 7       | 8       | 9       | 10      | 11      |
| 42      | 12      | 13      | 14      | 15      | 16      | 17      | 18      |
| 43      | 19      | 20      | 21      | 22      | 23      | 24      | 25      |
| 44      | 26      | 27      | 28      | 29      | 30      | 31      |         |

| November | November | November | November | November | November | November | November |
| Kw       | Mo       | Di       | Mi       | Do       | Fr       | Sa       | So       |
| -------- | -------- | -------- | -------- | -------- | -------- | -------- | -------- |
| 44       |          |          |          |          |          |          | 1        |
| 45       | 2        | 3        | 4        | 5        | 6        | 7        | 8        |
| 46       | 9        | 10       | 11       | 12       | 13       | 14       | 15       |
| 47       | 16       | 17       | 18       | 19       | 20       | 21       | 22       |
| 48       | 23       | 24       | 25       | 26       | 27       | 28       | 29       |
| 49       | 30       |          |          |          |          |          |          |

| Dezember | Dezember | Dezember | Dezember | Dezember | Dezember | Dezember | Dezember |
| Kw       | Mo       | Di       | Mi       | Do       | Fr       | Sa       | So       |
| -------- | -------- | -------- | -------- | -------- | -------- | -------- | -------- |
| 49       |          | 1        | 2        | 3        | 4        | 5        | 6        |
| 50       | 7        | 8        | 9        | 10       | 11       | 12       | 13       |
| 51       | 14       | 15       | 16       | 17       | 18       | 19       | 20       |
| 52       | 21       | 22       | 23       | 24       | 25       | 26       | 27       |
| 53       | 28       | 29       | 30       | 31       |          |          |          |

## Ereignisse

### Politik und Weltgeschehen

#### Kreuzzug des Prinzen Eduard

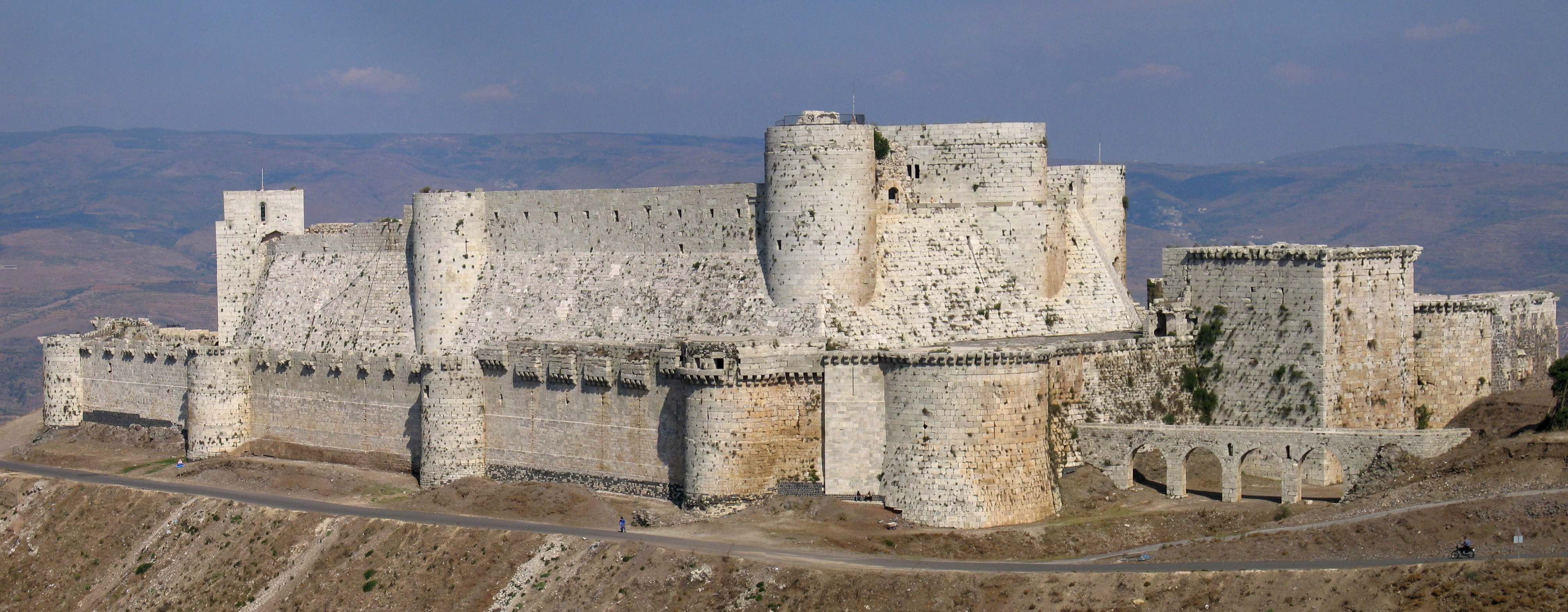
Krak des Chevaliers

- 21. Februar: Die Belagerung der Kreuzfahrerburg Krak des Chevaliers durch Baibars, den Sultan der Mamluken, beginnt.
- Baibars, Sultan der Mamluken in Ägypten, erobert auf seinem Feldzug gegen die Kreuzfahrerstaaten in der Levante Jaffa, Ramla und am 18. Mai schließlich Antiochia am Orontes.
- Baibars beendet die Assassinenherrschaft auf Masyaf und nimmt die Belagerung von Tripolis auf.
- 8. April: Baibars erobert die strategisch wichtige Festung Krak des Chevaliers von den Hospitalitern.
- 9. Mai: Das unter dem Befehl des englischen Kronprinzen Edward befindliche Teilheer des Siebten Kreuzzugs erreicht nach einem kurzen Abstecher nach Zypern Akkon und zwingt kurz darauf die Mamluken unter Baibars zur Aufgabe der Belagerung von Tripolis.
- 12. Juni: Baibars zieht drohend nach Akkon, zieht dann aber in Richtung Ägypten weiter.
- Juli: Ein mamlukischer Invasionversuch auf Zypern wird bei Limassol zurückgeschlagen, nachdem die muslimische Flotte auf ein Riff gelaufen ist.
- Oktober: Abaqa, der zweite mongolische Ilchan von Persien, entsendet ein Heer zur Unterstützung der Christen, das unter dem Feldherrn Samagar in die Gegend um Aleppo einfällt. Das Heer ist jedoch zu schwach, um einer Gegenoffensive Baibars standzuhalten und zieht sich bis Dezember wieder hinter den Euphrat zurück.

#### Zweite Reise der Polos

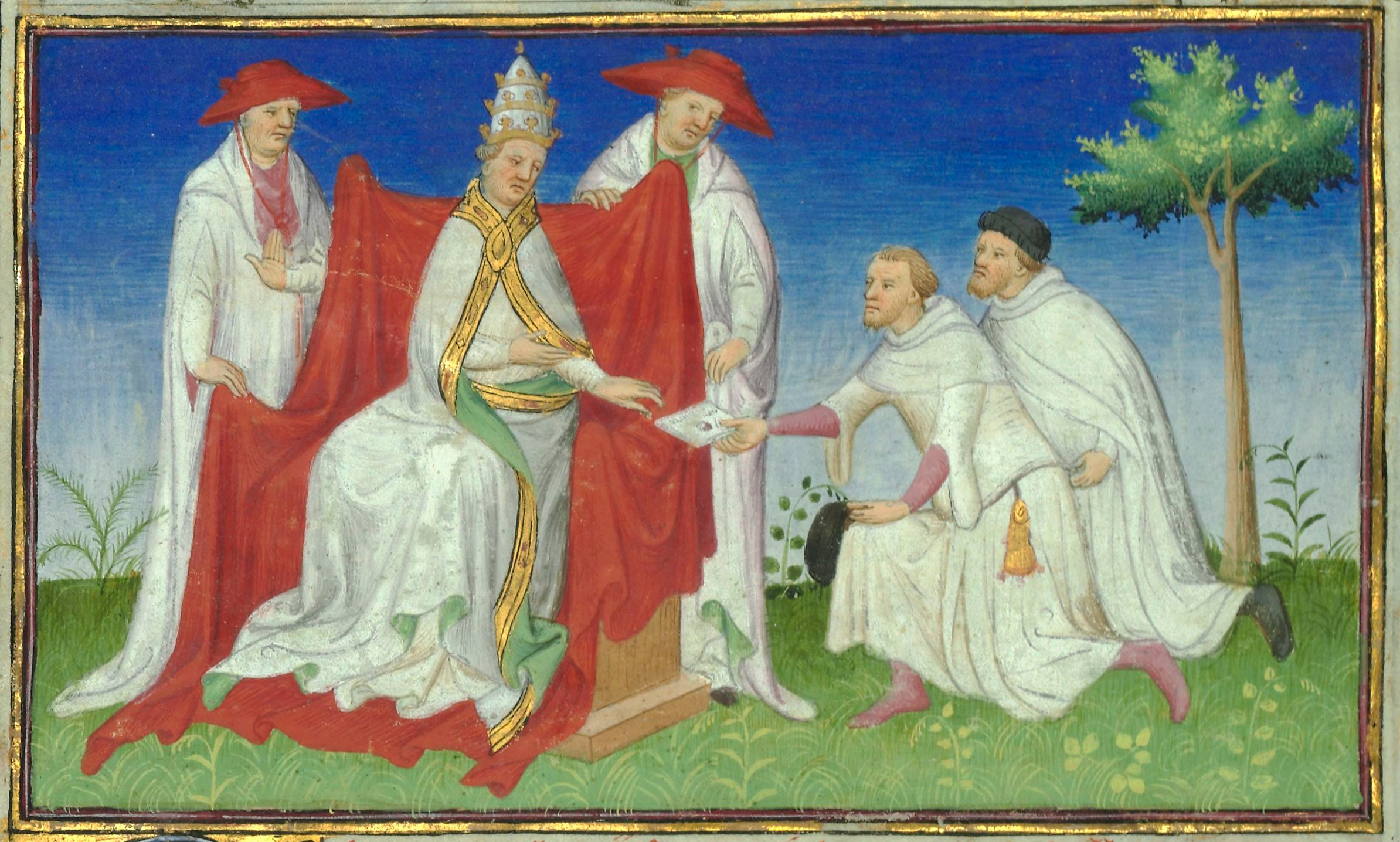
Niccolò und Maffeo Polo mit Gregor X.
Le livre des Merveilles du Monde, Handschrift des 14. Jahrhunderts

Nach zweieinhalbjährigem vergeblichem Warten auf die Wahl eines neuen Papstes beschließen Niccolò und Matteo Polo, ohne päpstlichen Segen eine zweite Reise in den Osten zu Großkhan Kublai zu unternehmen. Da Niccolòs Frau in der Zwischenzeit gestorben ist, nimmt er seinen 17-jährigen Sohn Marco auf die Reise mit. Die Polos machen zunächst in Akkon Halt und besorgen sich in Jerusalem mit Einverständnis des päpstlichen Legaten Tebaldo Visconti etwas Öl von der Lampe des Jesusgrabes. Mit einem Schreiben des Kardinallegaten an den Großkhan versehen, das die redlichen Bemühungen der Polos um die Erfüllung von dessen Aufträgen bestätigt und ihr teilweises Misslingen mit der nach wie vor andauernden Sedisvakanz begründet, machen sich die drei Venezianer auf den Weg nach Ayas. Unterwegs erfahren sie, dass der Legat mittlerweile am 1. September als Gregor X. zum Papst gewählt worden ist und reisen auf dessen Aufforderung nach Akkon zurück. Der Heilige Vater händigt ihnen Briefe an den Großkhan aus und gibt ihnen wenigstens zwei zufällig in Akkon weilende Dominikanerbrüder namens Niccolò da Vicenza und Guglielmo da Tripoli auf den Weg mit, die jedoch bereits in Armenien wieder umkehren. Die drei Venezianer führen ihre Reise auf Pferden und Kamelen fort und machen sich über Täbris, Saveh, die Oasenstadt Yasd und Kerman auf den Weg nach Hormus.

#### Mongolenreiche
- Kublai Khan proklamiert in Dadu, dem späteren Peking die mongolische Yuan-Dynastie. Im Süden des Kaiserreichs China regiert jedoch weiterhin die Song-Dynastie unter Kaiser Song Duzong und seinem Kanzler Jia Sidao.
- Teilung des Mongolischen Reiches: Mit dem Tod von Boraq erfolgt eine Schwächung des Tschagatai-Khanats, die von Qaidu Khan, dem Herrscher des Ögedei-Khanats genutzt wird, um seinen Einfluss auszudehnen.

#### Heiliges Römisches Reich
- 10. Januar: Rainald I. wird nach dem Tod seines Vaters Otto II. Graf von Geldern.
- Der Fuldaer Fürstabt Bertho II. von Leibolz lässt die Burg Rockenstuhl erstürmen und schleifen, nachdem sich die Burgmannen gegen das Kloster verschworen haben.

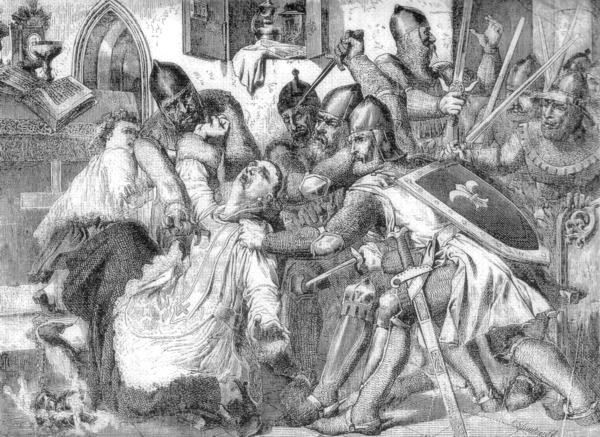
Darstellung der Ermordung Berthos II. (von C. Sonnetzer)

- 18. April: Bertho II. von Leibolz, Fürstabt des Klosters Fulda, wird aus Rache für die Hinrichtung Hermanns von Ebersberg im Vorjahr von mehreren Rittern unter Beteiligung des buchonischen Ritters Giso von Steinau in der von Bertho erbauten Fuldaer Jakobskapelle der alten Abtsburg während der Feier der heiligen Messe ermordet. Der Konvent wählt unverzüglich Bertho III. von Mackenzell zum neuen Abt, der sofort mit der Verfolgung der Verschwörer beginnt.

#### Frankreich

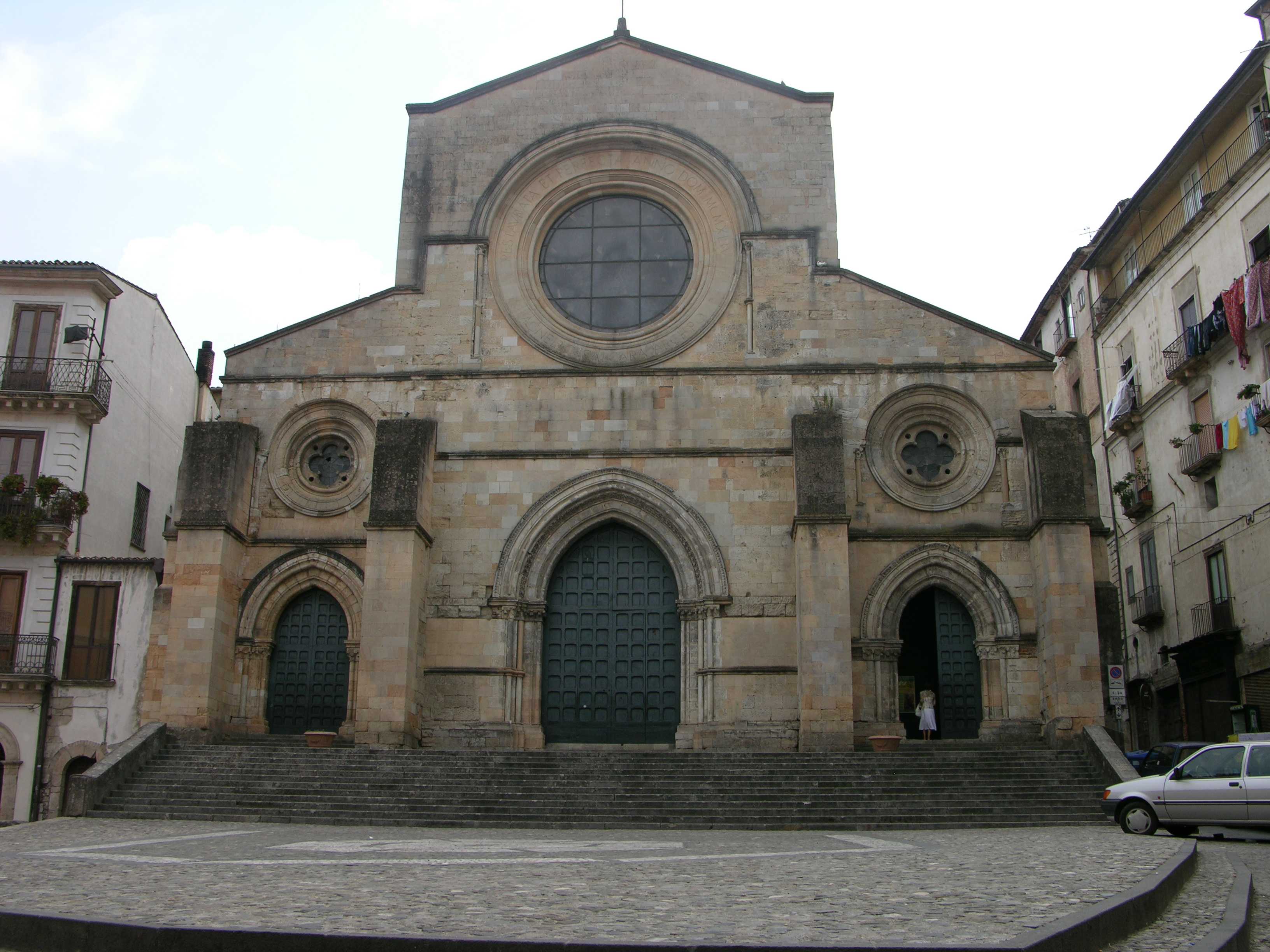
Dom von Cosenza

Auf der Rückreise vom Siebten Kreuzzug stürzt die hochschwangere französische Königin Isabella von Aragón bei Cosenza in Kalabrien vom Pferd. Am 28. Januar stirbt sie an den Folgen dieses Unfalls und der dadurch provozierten Frühgeburt. Das Kind überlebt nicht. Philipp der Kühne lässt seiner Gemahlin im Dom von Cosenza ein Grabmal errichten.
Nach seiner Rückkehr in Paris lässt Philipp die mitgeführten Gebeine seines Vaters Ludwig IX. am 22. Mai in der Kathedrale von Saint-Denis beisetzen. Während des Trauerzugs durch Italien werden mehrere Wunder festgehalten, die der Heiligsprechung Ludwigs 17 Jahre später dienen.

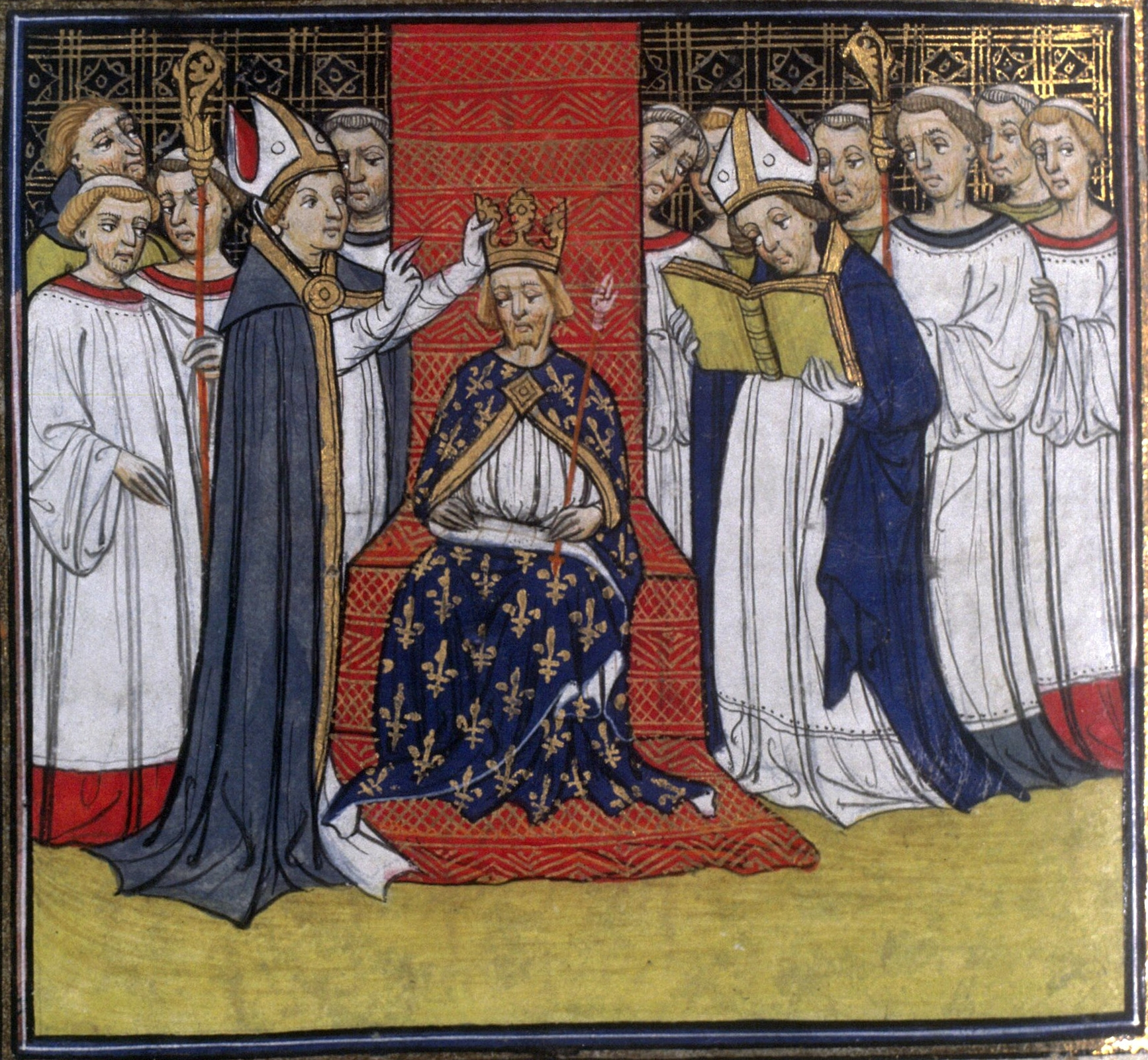
Krönung Philipps III.

Am 15. August wird Philipp III. in der Kathedrale von Reims zum König von Frankreich gekrönt. Die Krönungsprozession führt an ihrer Spitze erstmals das Schwert Joyeuse Karls des Großen mit, was eine Tradition begründet.
Philipps Onkel Alfons von Poitiers und seine Frau Johanna von Toulouse, die sich noch auf dem Rückweg vom Kreuzzug befinden, sterben im Abstand von einem Tag am 21. bzw. 20. August in Corneto bei Siena. Mit ihrem Tod werden ihre Besitzungen, die Grafschaft Poitou, die Grafschaft Toulouse und die Markgrafschaft Provence, zu Krondomänen.

#### England/Italien

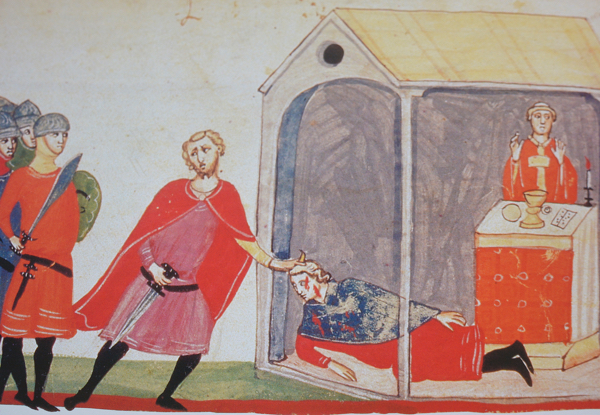
Die Ermordung von Henry of Almain 1271

Henry of Almain, Neffe des englischen Königs Henry III., wird am 13. März von Guy und Simon de Montfort dem Jüngeren aus Rache für seinen Seitenwechsel im Zweiten Krieg der Barone beim Kirchgang in Viterbo ermordet. Die Mörder können entkommen und werden entkommuniziert. Simon stirbt noch im selben Jahr.

#### Stadtrechte und urkundliche Ersterwähnungen
- 6. Juni: Herzog Ludwig der Strenge von Oberbayern verleiht Kitzbühel (Chizzingenspuehel) das Stadtrecht, woraufhin die Stadt mit einer wehrhaften Mauer umgeben wird.
- Die Orte Lüscherz und Neuravensburg werden erstmals in einer Urkunde erwähnt.

### Wirtschaft
- Der erste Groschen wird in Meran durch Graf Meinhard II. von Tirol geprägt. Wegen des Doppelkreuzes auf der Vorderseite der Münze erhält sie bald den Namen Kreuzer.

### Wissenschaft und Technik
In einem Kommentar zu Johannes de Sacroboscos De Sphaera bemerkt Robertus Anglicus, Astronomielehrer an der Pariser Universität, dass es den artefices horologiorum bisher nicht gelungen sei, eine den Erfordernissen der Astronomie entsprechende Uhr mit einer Welle herzustellen, die sich an einem Volltag genau einmal dreht.

### Kultur
- Caerphilly Castle wird vollendet.

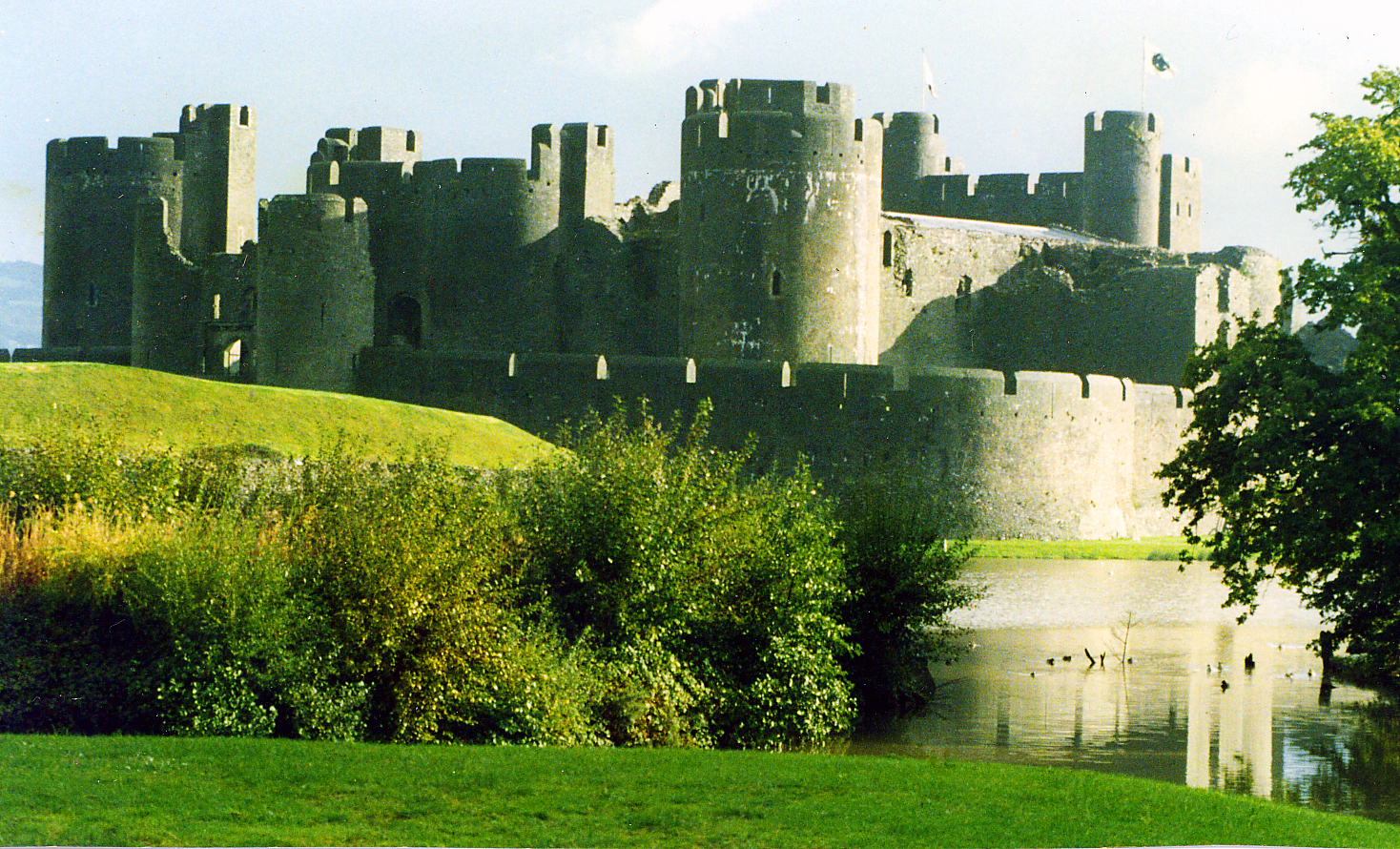
Caerphilly Castle

- Meister Arnold ist nachweisbar zweiter Baumeister am Kölner Dom.

### Religion

#### Buddhismus
Am 12. September soll der japanische Mönch und Gelehrte Nichiren in Tatsunokuchi hingerichtet werden, da jedoch der Legende nach ein Komet am Himmel erscheint, lässt man von seiner Hinrichtung ab. Den Lehren des Nichiren-Buddhismus zufolge erreicht Nichirens Wirken an diesem Tag einen Wendepunkt. In Schulen wie der Nichiren-Shōshū, wie auch aus der ihr hervorgegangenen Sōka Gakkai, wird gelehrt, dass Nichiren gar seine Identität als Buddha an diesem Tag offenbart. Die Nichiren-Shū hingegen verehrt Nichiren als eine Verkörperung des Bodhisattva Jōgyō.

#### Christentum
- 24. November: In München erhebt Bischof Konrad II. von Freising die Marienkapelle zur zweiten Pfarrkirche nach St. Peter.

Tebaldo Visconti, bisher Archidiakon von Lüttich, wird am 1. September nach einer Sedisvakanz von 2 Jahren und neun Monaten, der längsten seit 307, vom Kardinalskollegium als Nachfolger des am 29. November 1268 verstorbenen Clemens IV. zum Papst gewählt. Zum Zeitpunkt seiner Wahl befindet sich Teobaldo, der nie zuvor zum Priester geweiht worden ist, noch mit dem Heer Eduards I. von England auf dem Siebten Kreuzzug in Palästina. Er nimmt den Namen Gregor X. an.
Der Dominikaner Petrus von Dacien kehrt nach Schweden zurück, wirkt zunächst als Lektor in Skänninge und Västerås und wird später Prior des Klosters in Visby, wo er 1289 stirbt.
Der Dominikaner Dietrich von Freiberg wird Lektor des Freiberger Konvents.
König Ottokar II. Přemysl gründet das Znaimer Clarissinnenkloster gegenüber der Znaimer Burg in unmittelbarer Nachbarschaft zum Minoritenkloster.

## Geboren

### Geburtsdatum gesichert
- 4. Januar: Isabella von Aragón, Prinzessin von Aragonien, Königin von Portugal und Franziskanerin, Heilige der katholischen Kirche († 1336)
- 13. März: Guta von Habsburg, Königin von Böhmen († 1297)
- 14. März: Stephan I., Herzog von Niederbayern († 1310)
- April: Maurice de Berkeley, 2. Baron Berkeley, englischer Adeliger und Rebell († 1326)
- 20. Juni: John de Ferrers, englischer Adeliger († 1312)
- 8. September: Karl Martell, Titularkönig von Ungarn († 1295)

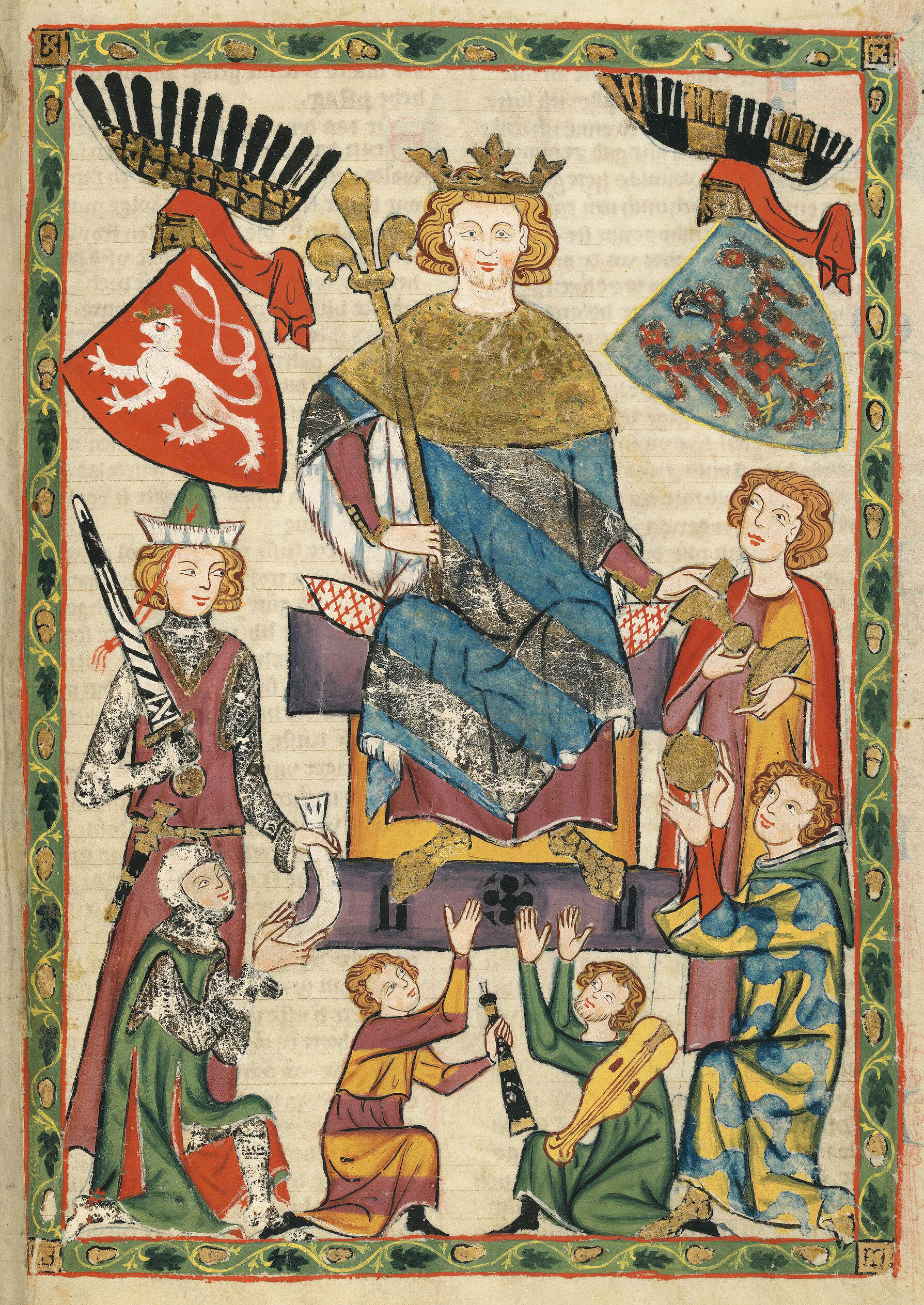
Codex Manesse: König Wenzel II. von Böhmen

- 27. September: Wenzel II., König von Böhmen, Herzog von Krakau und König von Polen († 1305)
- 5. November: Ghazan Ilchan, mongolischer Ilchan von Persien († 1304)

### Genaues Geburtsdatum unbekannt
- Dino Frescobaldi, italienischer Dichter († 1316)
- Heinrich II., König von Zypern und letzter König von Jerusalem († 1324)
- Michail Jaroslawitsch, Großfürst von Twer und Wladimir († 1318)
- Otto II., Graf von Hoya († 1324)
- Thoros III., König des Armenischen Königreichs von Kilikien († 1298)
- Werner von Oberwesel,  Tagelöhner, dessen ungeklärter Tod zu einer blutigen Judenverfolgung führte († 1287)

## Gestorben

### Erstes Halbjahr

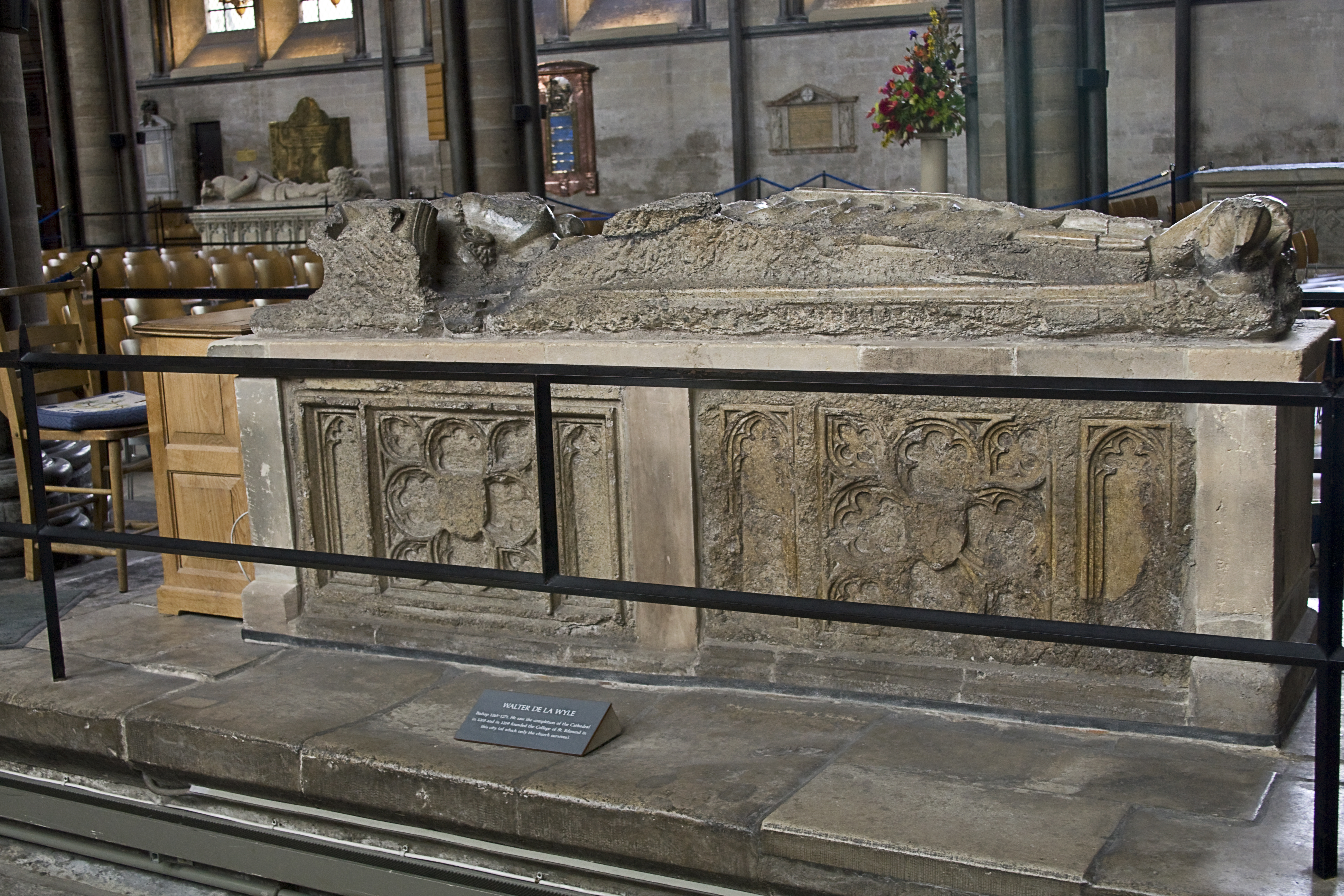
Grab von Walter de la Wyle in der Kathedrale von Salisbury

- 4. Januar: Walter de la Wyle, Bischof von Salisbury
- 10. Januar: Otto II., Graf von Geldern (* 1215)

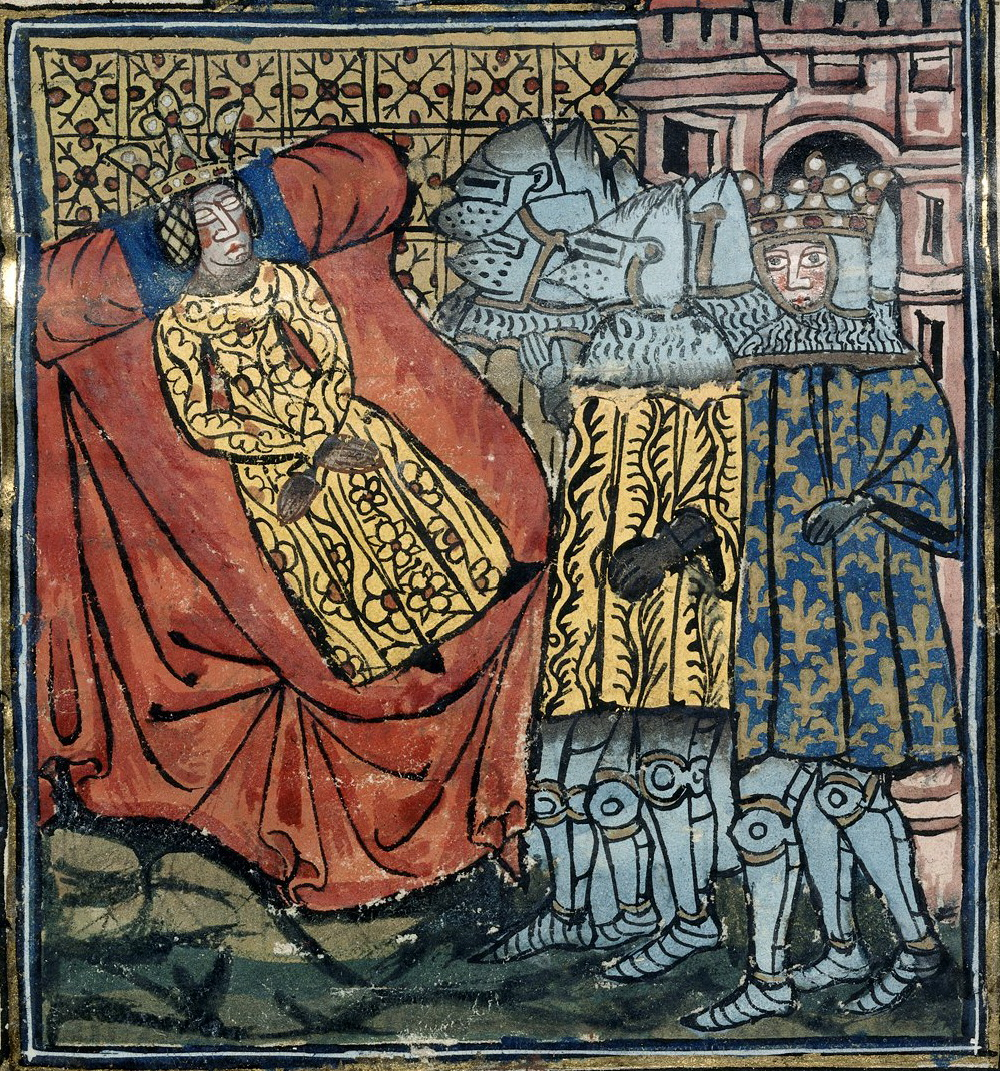
Philipp III. und seine Ritter halten Totenwache am Sterbebett der Königin Isabella; Darstellung aus dem 14. Jh.

- 28. Januar: Isabella von Aragón, Königin von Frankreich und Teilnehmerin des Siebten Kreuzzuges (* 1243)
- 9. Februar: Beatrix von Andechs-Meranien, Gräfin von Orlamünde (* 1210)
- 13. März: Henry of Almain, englischer Prinz und Mordopfer (* 1235)
- 18. März: Bertho II. von Leibolz, Fürstabt des Klosters Fulda
- 27. April: Isabella von Frankreich, Königin von Navarra und Gräfin von Champagne (* 1242)
- 29. April: Gamelin, Bischof von St Andrews und Lordkanzler von Schottland
- vor dem 3. Mai: Poppo III. von Trimberg, Bischof von Würzburg
- 11. Mai: Heinrich I. von Raron, Bischof von Sitten
- vor Juni: Fulk of Sandford, Erzbischof von Dublin

### Zweites Halbjahr
- 27. Juli: Maredudd ap Rhys, Fürst von Deheubarth (* um 1220)
- Juli: Helena Angelina Dukaina, Königin von Sizilien (* um 1242)
- Juli: Margarete von Frankreich, Herzogin von Brabant (* 1254/1255)
- 17. August: Rhys Fychan, walisischer Lord von Deheubarth
- 20. August: Johanna, Gräfin von Toulouse und Markgräfin der Provence (* 1220)
- 21. August: Alfons von Poitiers, Graf von Poitiers und Toulouse (* 1220)
- 25. Oktober oder 6. November: Henricus de Segusio, Kanonist, Erzbischof von Embrun, Kardinalbischof von Ostia
- 29. Oktober: Philip Basset, englischer Adeliger
- vor dem 7. November: Roger of Leybourne, englischer Militär und Ritter (* um 1215)
- 24. Dezember: Konrad von Rosdorf, Marschall der Grafschaft Henneberg (* um 1220)

### Genaues Todesdatum unbekannt
- Burchard V., Graf von Vendôme
- Konrad I., Graf von Freiburg  (* um 1226)
- Konstantin Angelos Komnenos Dukas Palaiologos, byzantinischer General (* um 1230)
- Nikolaus I., Abt von Ebrach
- Reinmar von Brennenberg, Ritter von Brennberg, Minnesänger und Ministeriale des Bischofs von Regensburg (* um 1210)
- Simon VI. de Montfort, Earl of Leicester  (* 1240)
- Wilhelm Peraldus, Dominikaner und Moraltheologe (* um 1200)

### Gestorben um 1271
- Meister Gerhard, erster Dombaumeister am Kölner Dom (* 1210/1215)